# 江苏省青年管理干部学院
江苏省青年管理干部学院，简称青干院，是位于江苏省南京市的一所公办成人专科高校，直属江苏省委党校，培养青年管理干部。

## 历史
- 1949年，中国新民主主义青年团苏北区工委建立苏北团校（扬州），苏南区工委建立苏南团校（无锡）。
- 1952年，合并为江苏省团校。
- 1954年，迁至南京。
- 1958年，大跃进期间，撤销。
- 1959年，恢复学校。
- 1966年，文革期间，撤销。
- 1973年，恢复学校。
- 1983年起，江苏省团校与与南京师范学院共同举办干部大专教育。
- 1987年，成立江苏省青年管理干部学院，保留江苏省团校建制，为副厅级单位，隶属江苏省委。
- 1999年起，招收普通高中毕业生。
- 2001年，江苏省青年管理干部学院实际并入江苏省委党校（江苏省行政学院），保留建制与资质。
- 2002年，省委党校准备合并江苏省省级机关管理干部学院、江苏省年管理干部学院为“江苏公共管理职业学院”。
- 2003年起，学院与江苏省省级机关管理干部学院联合招生。

## 专业设置
- 国际经济与贸易（英语）专业
- 市场开发与营销专业
- 社区管理与服务（物业管理）专业
- 工商行政管理专业
- 文秘（涉外）专业
- 人力资源管理专业